# All The Right Reasons
All The Right Reasons е петият студиен албум на канадската рок група Никълбек, издаден на 4 октомври 2005 година. Албумът оглавява Canadian Albums Chart и American Billboard 200 Albums Chart и е продаден в над 11 милиона копия по целия свят до на края на 2008 г.

## Песни
1. Follow You Home 4:20
2. Fight For All The Wrong Reasons 3:43
3. Photograph 4:19
4. Animals 3:06
5. Savin' Me 3:39
6. Far Away 3:58
7. Next Contestant 3:35
8. Side Of A Bullet 3:00
9. If Everyone Cared 3:38
10. Someone That You're With 4:01
11. Rockstar 4:14
12. Someday (Live Acoustic Version) 3:25
13. We Will Rock You 2:00
14. Someday (Live Acoustic) 4:39